# Veelikse oja
Veelikse oja är ett 10,3 km långt vattendrag i Saarde kommun i landskapet Pärnumaa i sydvästra Estland.   Det är östligt högerbiflöde till Reiu jõgi som ingår i Pärnuflodens avrinningsområde.
Veelikse oja har sina källor i våtmarken Rongu soo inte långt från gränsen till Lettland och rinner i nordvästlig riktning genom Veelikse och Veelikse järv. Mellan sammanflödet med sitt sydliga vänsterbiflöde Lamboja och Reiu jõgi utgör den gränsflod mellan byarna Lanksaare och Viisireiu.